# Beilschmiedia caudata
Beilschmiedia caudata är en lagerväxtart som först beskrevs av Otto Stapf, och fick sitt nu gällande namn av A. Cheval.. Beilschmiedia caudata ingår i släktet Beilschmiedia och familjen lagerväxter. Inga underarter finns listade i Catalogue of Life.